# Análisis de reacción nuclear
El análisis de reacción nuclear (NRA, por sus siglas en inglés) es un método nuclear en la ciencia de materiales para obtener distribuciones de concentración vs. profundidad para ciertos elementos químicos objetivo en una película delgada y sólida. 
Si se irradian con núcleos proyectiles con energías cinéticas seleccionados Ecinética, estos elementos diana pueden experimentar una reacción nuclear en condiciones de resonancia para una energía de resonancia claramente definida. El producto de reacción suele ser un núcleo en un estado excitado que decae inmediatamente, emitiendo radiación ionizante. 
Para obtener información de profundidad, debe conocerse la energía cinética inicial del núcleo proyectil (que tiene que exceder la energía de resonancia) y su poder de detención (pérdida de energía por distancia recorrida) en la muestra. Para contribuir a la reacción nuclear, los núcleos de los proyectiles tienen que disminuir la velocidad en la muestra para alcanzar la energía de resonancia. Así, cada energía cinética inicial corresponde a una profundidad en la muestra donde ocurre la reacción (cuanto más alta es la energía, más profunda es la reacción). 
Por ejemplo, una reacción comúnmente utilizada para perfilar hidrógeno con un haz de iones de 15N enérgico es 
15N + 1H → 12C + α + γ (4.965 MeV)
con una resonancia cuando el ion incidente de 15 N tiene una energía de 6.385 MeV. Como el ion pierde energía en el material, el haz de iones debe tener una energía más alta que la energía de resonancia para excitarlo (es decir, para emitir rayos gamma). 
Esta reacción generalmente se escribe "1H(15N,αγ)12C". Es inelástico porque el valor Q no es cero (en este caso es 4.965 MeV). Las reacciones de retrodispersión de Rutherford (RBS) son elásticas (Q = 0), y la sección transversal de interacción (dispersión) σ dada por la famosa fórmula derivada por Lord Rutherford en 1911. Pero las secciones transversales que no - Rutherford (llamadas EBS, espectrometría de retrodispersión elástica) también puede ser resonante: por ejemplo, la reacción 16O (α,α)16O tiene una resonancia fuerte y muy útil a 3038.1 ± 1.3 keV.
En la reacción de 1H(15N,αγ)12C (o incluso en la reacción inversa de 15N(p,αγ)12C), el rayo γ emitido es característico de la reacción y del número que se detecta en cualquier energía incidente. es proporcional a la concentración a la profundidad respectiva del hidrógeno en la muestra. El perfil de concentración de H se obtiene luego escaneando la energía del haz incidente de 15N. 
El hidrógeno es un elemento inaccesible para la espectrometría de retrodispersión de Rutherford ya que nada puede hacer copias de dispersión de H (ya que todos los átomos son más pesados que el hidrógeno). Pero a menudo se analiza mediante la detección de retroceso elástico. 
El NRA también se puede utilizar sin resonancia (por supuesto, RBS no es resonante). Por ejemplo, el deuterio se puede perfilar fácilmente con un haz de 3He sin cambiar la energía incidente usando el 
3He + D = α + p + 18.353 MeV
reacción, generalmente escrita 2H(3He,p)α. La energía del protón rápido detectado depende de la profundidad del átomo de deuterio en la muestra.